# Zarià (Estació Espacial Internacional)
|  | Per a altres significats, vegeu «Zarià». |

Zarià ( rus: Заря, "alba" o "clarejar"), coneguda formalment com a "Bloc de Càrrega Funcional" (en rus функционально- грузовой блок, ФГБ,  transliterat com funktsionalno-gruzovoy Blok, FGB), va ser el primer mòdul llançat a l'Estació Espacial Internacional (International Space Station, ISS).
La FBG proveeix d'electricitat, emmagatzematge, propulsió, i guia a la ISS durant l'acoblament inicial. Com altres mòduls amb més funcions especialitzades construïts, el rol de Zarià és primàriament d'emmagatzematge, tant dins de la secció pressuritzada com a la zona externa amb muntatge de tancs de combustible.
És oficialment propietat dels Estats Units (ja que el seu govern va ser qui la va pagar). Va ser construïda a Rússia, entre desembre de 1994 i gener de 1998, al Centre Espacial Estatal de Producció i Investigació Khrunichev (KhSC) a Moscou. Va ser inclòs com a part del pla "B" en comptes de l'opció Bus-1 de la Lockheed pel seu significatiu estalvi (220 milions de dòlars contra 450 milions). Com a part del contracte, Khrunichev va construir moltes parts d'un mòdul idèntic per contingències. Això va ser proposat per a una varietat de projectes, incloent-hi reemplaçaments potencials per a la nau de subministraments Progrés, els mòduls d'Atracada i d'Emmagatzematge, el Mòdul d'Acoblament Universal, un Mòdul Espacial Comercial, o una Estació Espacial Independent.

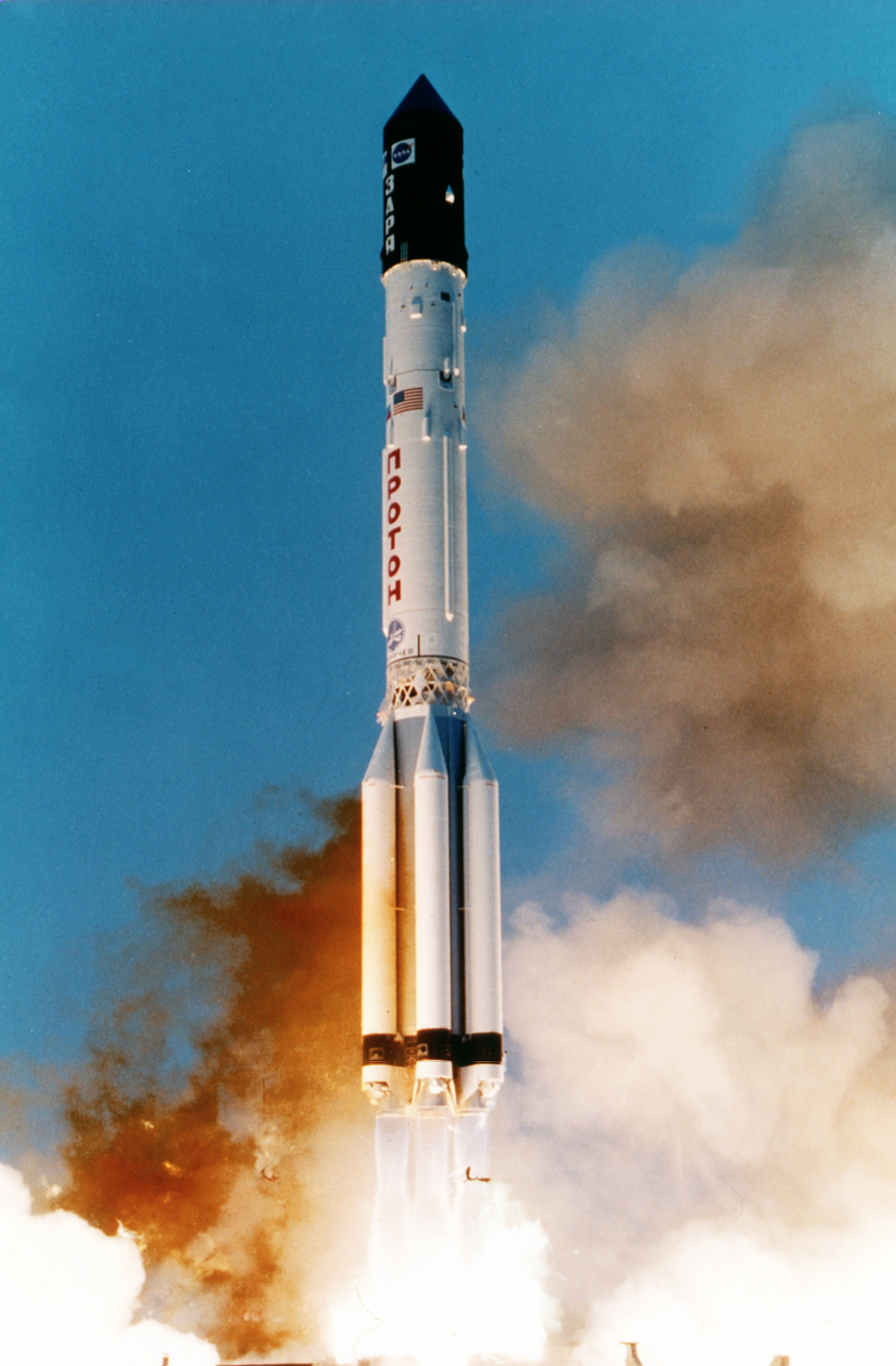
Llançament del mòdul rus Zarià, a finals de 1998.

El Zarià es fonamenta en la nau espacial TKS dissenyada per al programa Saliut. Pesa 19,3 tones, fa 12,55 metres de longitud i té 4,1 m de diàmetre al punt més ample. Va ser llançat en un coet Proton des del cosmòdrom de Baikonur, Kazakhstan, el 20 de novembre de 1998 a una òrbita de 400 km, amb una vida útil d'almenys quinze anys.
Després d'arribar a la seva òrbita, el Transbordador espacial Endeavour va ser llançat el 4 de desembre de 1998 per aconseguir i acoblar el Zarià al mòdul Unity (Unity module).
En principi va ser dissenyat per volar autònomament per sis a vuit mesos, Zarià va ser després reequipat per fer-ho autònomament per almenys per dos anys a causa de falles en el "Mòdul de Servei Rus", el ISS Zvezdà. Finalment el 12 de juliol de 2000, Zvezdà va ser llançat i es va acoblar el 26 de juliol usant el sistema rus Kurs.
El mòdul Zarià té tres ports d'acoblament, un a cada costat. Zvezdà és fixat amb un d'ells, i el mòdul Unity a un altre, amb el costat de port axial o nadir, usat per acoblar-se a un altre Soiuz o un Progress. Té dos  panells solars, mesurant 10,67 x 3,35 m, i sis bateries de níquel-cadmi (Ni-Cd) que donen 3 kW. Zarià té 16 tancs de combustible externs que emmagatzemen 6 tones de propel·lent, amb 24 jets grans, 12 petits i dos motors grans per reforçar els canvis d'òrbita.
Inicialment Zarià tenia problemes amb els circuits de càrrega de bateries, però es va resoldre. Requeriria blindatge suplementari per micro meteorits.
El nom Zarià li va ser donat pel fet que va significar l'alba d'una nova era de cooperació internacional en l'espai (entre Rússia, els Estats Units i altres nacions), després de la fi de la carrera espacial que havia tingut lloc dins el marc de la Guerra Freda.

## Especificacions
- Longitud: 12,56  m
- Diàmetre: 4,11 m
- Longitud dels panells solars: 10,67 m
- Ample dels plafons: 3,35 m
- Massa: 19,3 tones

## Galeria fotogràfica

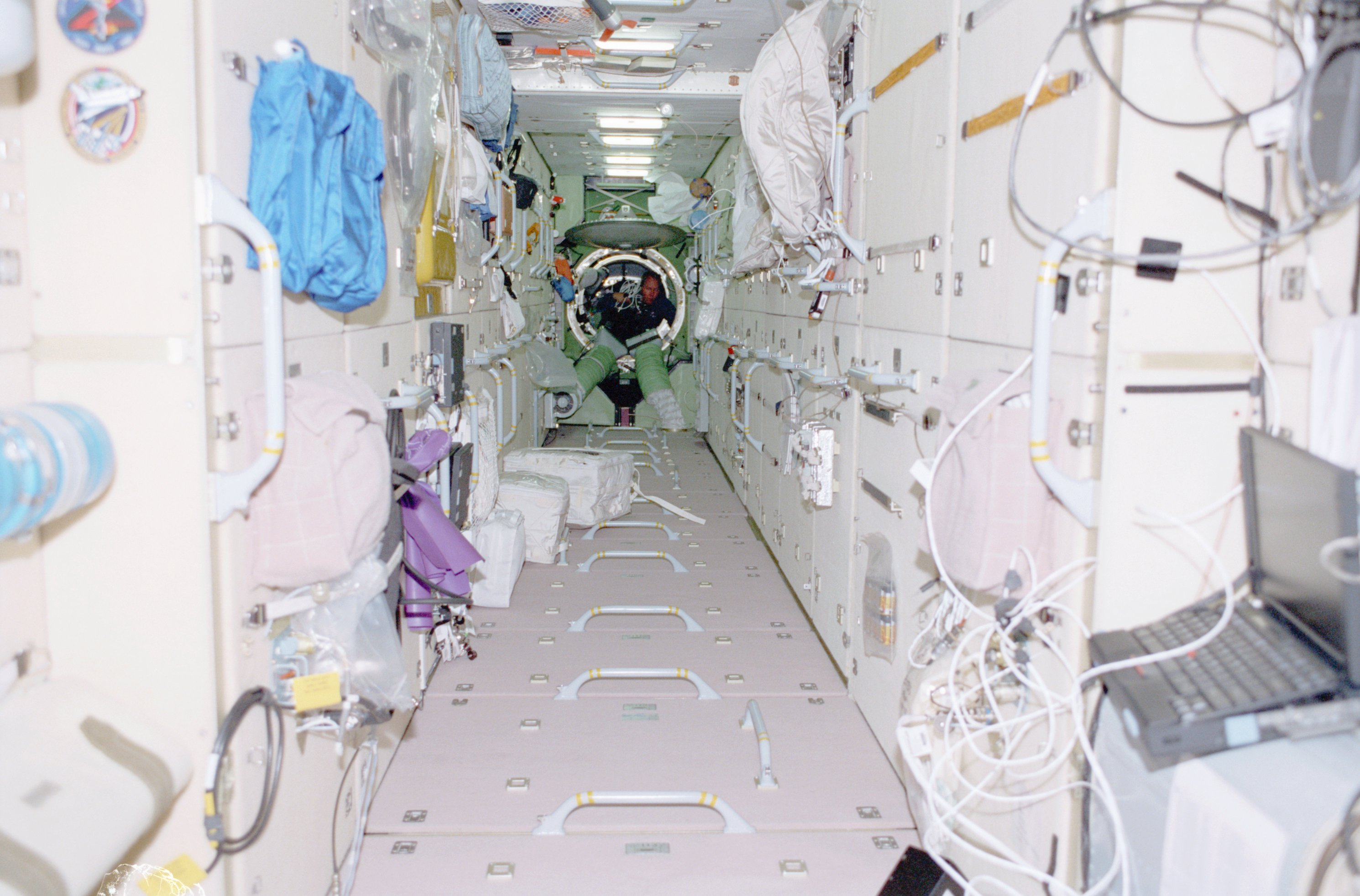
Interior de Zarià
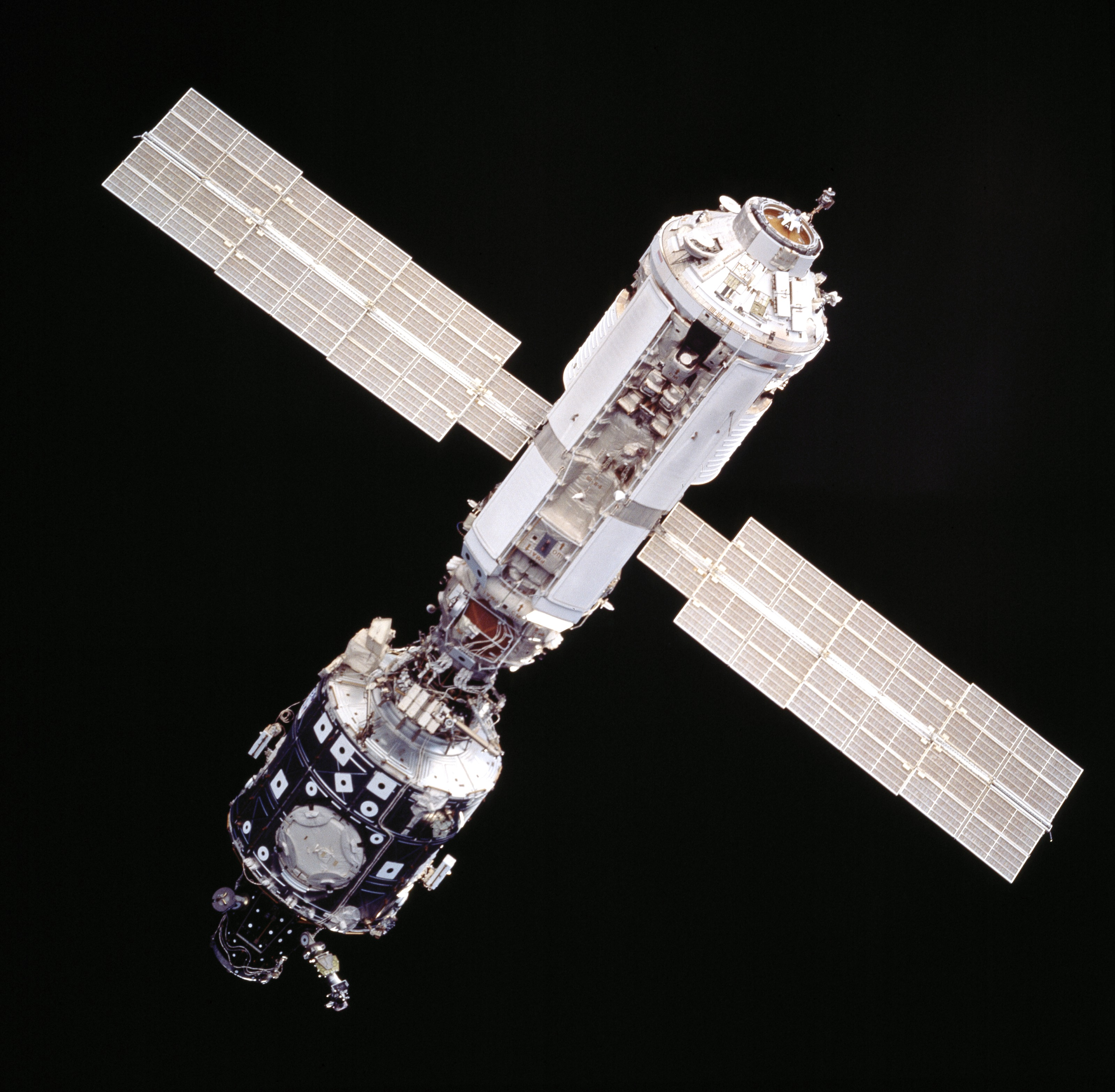
Zarià i Unity (Node 1)
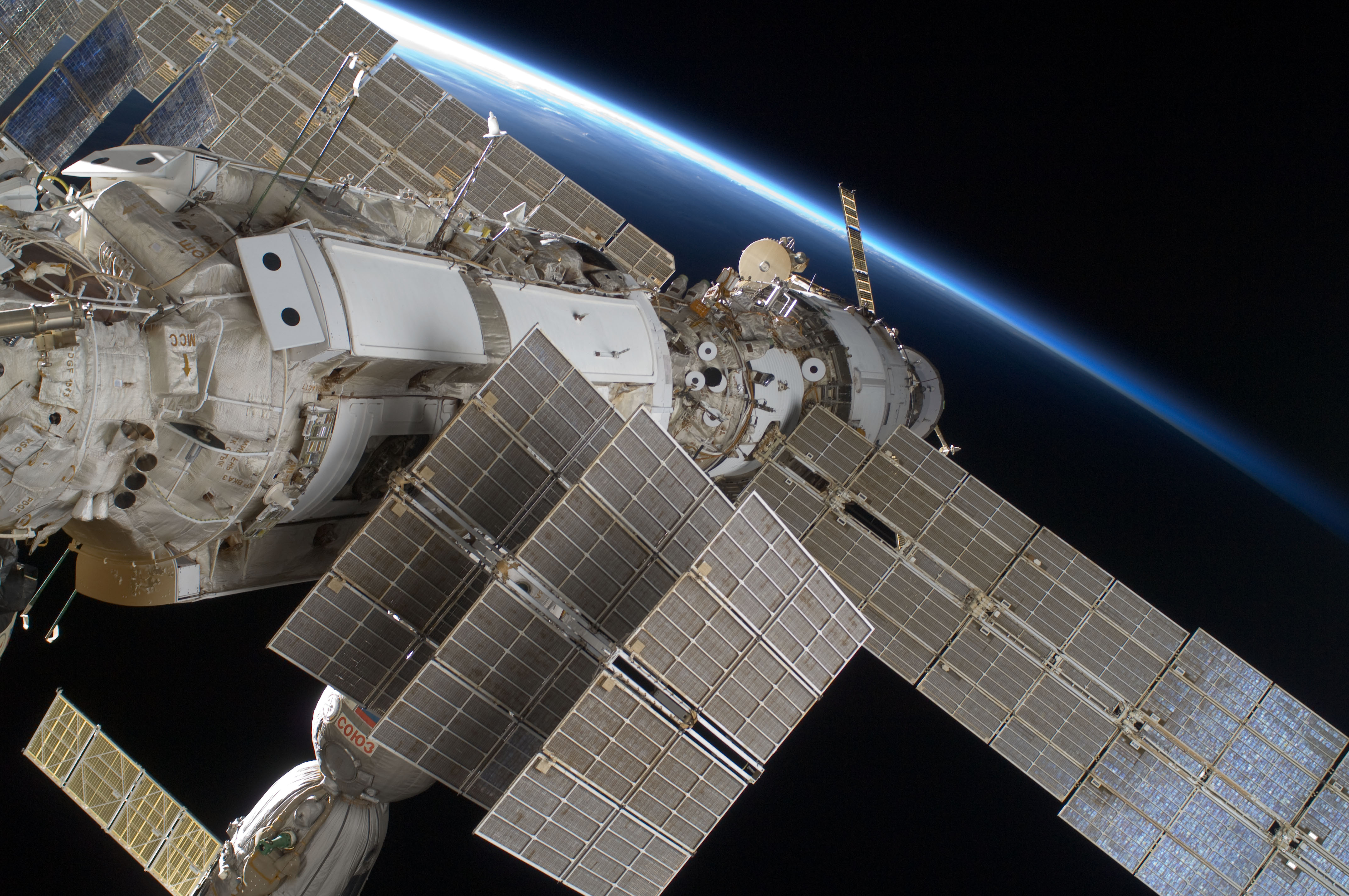
Zarià a primer pla amb els panells solars plegats, Zvezdà darrera